# 千葉市地方卸売市場
千葉市地方卸売市場（ちばしちほうおろしうりしじょう）は、千葉市が設置している地方卸売市場。2014年3月までは千葉県内に2つ存在した中央卸売市場の一つ。敷地面積190,350平方メートル、建物延べ面積74,170平方メートル。

## 歴史
千葉市中央卸売市場は1961年（昭和36年）7月、全国18番目の中央卸売市場として開設。
開設当初は市内問屋町に位置していた。
1979年に現在の新市場が建設され、同年10月に青果部、翌1980年11月に水産部が業務を開始。
農林水産省の第9次卸売市場整備基本方針の再編基準に水産物部が該当したことから関係各方面と協議を重ねた結果、青果部と共に地方卸売市場に転換を決定。県知事許可の上で2014年4月1日より地方卸売市場に転換。
2022年10月に、同市場の卸売会社である千葉中央魚類を連結子会社とする親会社で豊洲市場水産卸売会社の中央魚類が、水産物取扱高の減少や、コロナ禍での需要減少などの環境要因などを理由に千葉中央魚類の解散および清算を発表。翌年1月に解散し、水産物卸売会社は千葉魚類1社に集約された。

## 市場関係業者
※業者数は2016年（平成28年）4月現在

### 青果部
- 卸売業者
  - 千葉青果株式会社
- 仲卸業者
  - 12社
- 売買参加者
  - 255社（者）

### 水産物部
- 卸売業者
  - 千葉魚類株式会社（東都水産連結子会社）
- 仲卸業者
  - 39社
- 売買参加者
  - 4社（者）

### 関連事業者
- 第1種（加工食料品等）
  - 30社
- 第2種（食堂等）
  - 14社

## 再整備
老朽化が進んでおり2025年（令和7年）2月に発表された千葉市の再整備計画案では、施設規模を約7割に縮小して余った土地を飲食スペースや物流センターなどに当てるとしており、2028年度着工、2036年度完成を目指している。

## 備考
敷地内に「千葉中央市場内郵便局」がある。2014年の地方卸売市場転換後も郵便局の名称は変更されていない。

## 注記
1. ↑  もう一方は船橋市中央卸売市場（現在の船橋市地方卸売市場）
2. ↑  “『9中央市場を地方市場化　農水省、独自戦略可能に　千葉市や船橋市など』”. 千葉日報. (2013年3月28日) 2017年7月17日閲覧。
3. ↑  "子会社の解散に関するお知らせ" (PDF) (Press release). 中央魚類. 3 October 2022. 2023年7月2日閲覧。
4. ↑  市場概要 (PDF, 1437KB)  - 千葉市：行政情報
5. ↑  “千葉市美浜区の「地方卸売市場」規模縮小へ 市、建て替え案を公表　余剰地で食材を味わえるスペースなど活性化を模索”. 千葉日報. 2025年2月22日閲覧。